# Michael Kind
Michael Kind (* 23. Juli 1953 in Halle (Saale)) ist ein deutscher Schauspieler. Bekannt wurde er vor allem ab 1991 als Oberkommissar Joachim Raabe im Polizeiruf 110 und ab 1997 als Kommissariatsleiter Hermann Gruber in der ZDF-Fernsehserie Küstenwache. Seit 1983 stand er als Schauspieler bislang in mehr als 120 Film-und-Fernsehproduktionen vor der Kamera.

## Leben
Nach dem Abitur und einer Ausbildung zum Elektriker studierte er an der Hochschule für Schauspielkunst „Ernst Busch“ Berlin. Im Jahr 1982 begann er seine Theaterkarriere an renommierten Schauspielbühnen. Im Laufe seiner Engagements spielte er unter anderem am Deutschen Theater und am Berliner Ensemble unter der Regie von Heiner Müller. Neben dem Theater wirkte er in zahlreichen Produktionen der DEFA und des Fernsehens der DDR, wie 1988 in der Fernsehreihe Schauspielereien oder 1989 in Michael Gwisdeks Kinospielfilm Treffen in Travers.
Im wiedervereinigten Deutschland wurde Kind vor allem durch seine Rollen als Oberkommissar Joachim Raabe im Polizeiruf 110 (1991 bis 1994) und insbesondere ab 1997 in der ZDF-Fernsehserie Küstenwache bekannt, in der er seit der zweiten Sendestaffel bis zur letzten Staffel 2016 die Rolle des Hermann Gruber als Leiter der Küstenwache-Einsatzzentrale spielte. Seit 2017 ist Kind in der ARD-Fernsehreihe Praxis mit Meerblick an der Seite von Tanja Wedhorn als Michael Kubatsky in einer durchgehenden Serienrolle zu sehen. Daneben wirkte er in Kinofilmen wie Der Untergang (2004) oder Staub auf unseren Herzen (2012) und in Kinder- und Jugendproduktionen, u. a. als König Richard in der Ludwig-Bechstein-Märchenverfilmung Siebenschön aus der 7. Staffel der Fernsehserie Sechs auf einen Streich.

## Privates
Aus der Beziehung mit der Puppenspielerin Conny Callen stammt sein Sohn David Callen (* 19. Dezember 1975) der als DJ David Dorad international auf Festivals auflegt. Aus der Beziehung mit der Schweizer Schauspielkollegin Ursula Andermatt, mit der er von 2000 bis 2015 verheiratet war, stammt sein Sohn Max Andermatt (* 15. März 1994). Er lebt in Berlin.
Er ist Mitglied der Deutschen Filmakademie.

## Filmografie (Auswahl)
- 1980: Blaue Pferde auf rotem Gras (Theateraufzeichnung)
- 1982: Der Pferdeapfel und die Rose (Studioaufzeichnung)
- 1983: Martin Luther
- 1984: Iphigenie in Aulis (Theateraufzeichnung)
- 1986: Ein Wigwam für die Störche
- 1986: Das Haus am Fluß
- 1987: Polizeiruf 110: Explosion (Fernsehreihe)
- 1987: Wengler & Söhne
- 1988: Kai aus der Kiste
- 1989: Polizeiruf 110: Mitternachtsfall
- 1989: Zum Teufel mit Harbolla
- 1989: Treffen in Travers
- 1990: Versteckte Fallen
- 1991: Polizeiruf 110: Der Riß
- 1991: Der Tangospieler
- 1993: Krücke
- 1993: Polizeiruf 110: In Erinnerung an …
- 1994: Ein starkes Team: Gemischtes Doppel (Fernsehreihe)
- 1994: Polizeiruf 110: Keine Liebe, kein Leben
- 1995: Freunde fürs Leben – Todesengel
- 1995: Polizeiruf 110: Jutta oder Die Kinder von Damutz
- 1996: Praxis Bülowbogen (Fernsehserie, 1 Folge)
- 1996: Tatort: Krokodilwächter (Fernsehreihe)
- 1996: Die Männer vom K3 – Kurz nach Mitternacht
- 1997–2016: Küstenwache (Fernsehserie)
- 1997: Polizeiruf 110: Der Sohn der Kommissarin
- 1998: Das Böse
- 1998: Tatort: Russisches Roulette
- 1998: Bella Block: Auf der Jagd
- 1998: Tatort: Ein Hauch von Hollywood
- 1998: Freiwild
- 1998: Im Namen des Gesetzes – Hinter Gittern (Fernsehserie)
- 1998: Irrlichter
- 1999: Wolffs Revier (Krimiserie, 1 Folge)
- 1999: Zugriff (Fernsehserie, 1 Folge)
- 1999: Geschichten aus dem Leben (Fernsehserie, 1 Folge)
- 1999: Klemperer – Ein Leben in Deutschland (Fernseh-Mehrteiler)
- 2000: Die Motorrad-Cops – Hart am Limit (Fernsehserie, eine Folge)
- 2000: Balko (Krimiserie, 1 Folge)
- 2000: Polizeiruf 110: Tote erben nicht
- 2000: Tatort: Das letzte Rodeo
- 2000: Der tote Taucher im Wald
- 2001: Ein Fall für zwei: Tödliche Schnappschüsse (Fernsehreihe)
- 2001: Wilsberg und der Schuss im Morgengrauen (Krimireihe)
- 2002: Weg!
- 2002: Die Datsche
- 2002: Pigs Will Fly
- 2002–2014: Großstadtrevier (Krimiserie, 3 Folgen)
- 2003: Tatort: Hexentanz
- 2003: Ein Fall für zwei: Doppelmord (Krimireihe)
- 2003: Alarm für Cobra 11 – Die Autobahnpolizei (Actionserie, 1 Folge)
- 2003: Kalte Schatten (Kurzfilm)
- 2004: Kleinruppin forever
- 2004: Der Untergang
- 2004: Siska (Krimiserie, 1 Folge)
- 2005, 2019: SOKO Leipzig (Krimiserie, 2 Folgen)
- 2006: Die Wolke
- 2006: Die Könige der Nutzholzgewinnung
- 2007, 2014: Der Staatsanwalt (Krimiserie, 2 Folgen)
- 2008, 2012: SOKO Wismar (Krimiserie, 2 Folgen)
- 2008, 2012: Notruf Hafenkante (Krimiserie, Folgen Spätfolgen und Recht und Gerechtigkeit)
- 2008: Unschuld
- 2009: Hoffnung für Kummerow
- 2009: Résiste – Aufstand der Praktikanten
- 2009: Die Entbehrlichen
- 2010, 2021: In aller Freundschaft (Fernsehserie, Folgen Tagträume und Versägt)
- 2011: Ein Fall von Liebe – Saubermänner
- 2012: Die Draufgänger (Fernsehserie, 1 Folge)
- 2012: Offroad
- 2012: Sushi in Suhl
- 2012: Staub auf unseren Herzen
- 2012: Akte Ex (Fernsehserie, Folge Die Prophezeiung)
- 2013: Tiere bis unters Dach (Fernsehserie, 2 Folgen)
- 2014: Siebenschön (Märchen aus der 7. Staffel der Fernsehserie Sechs auf einen Streich)
- 2015: Unter Gaunern (Fernsehserie, 1 Folge)
- 2015: Polizeiruf 110: Wendemanöver (Doppelfolge)
- 2015: Tatort: Ätzend
- 2015: Weissensee (Fernsehserie, 3 Folgen)
- 2015: Platonow
- 2016: SOKO Wismar – Freispruch (Fernsehserie)
- 2016: In aller Freundschaft – Die jungen Ärzte (Fernsehserie, Folge Neue Wege)
- seit 2017: Praxis mit Meerblick (Fernsehserie) Folgen:
  - 2017: Willkommen auf Rügen, Folge 1
  - 2018: Brüder und Söhne, Folge 2
  - 2018: Der Prozess, Folge 3
  - 2019: Unter Campern, Folge 4
  - 2019: Der einsame Schwimmer, Folge 5
  - 2020: Auf zu neuen Ufern, Folge 6
  - 2020: Alte Freunde, Folge 7
  - 2020: Sehnsucht, Folge 8
  - 2020: Familienbande, Folge 9
  - 2021: Herzklopfen, Folge 10
  - 2021: Vatertag auf Rügen, Folge 11
  - 2021: Hart am Wind, Folge 12
  - 2022: Mutter und Sohn, Folge 13
  - 2022: Was wirklich zählt, Folge 14
  - 2022: Schwesterherz, Folge 15
  - 2023: Rügener Sturköpfe, Folge 16
  - 2023: Dornröschen Folge 17
  - 2023: Schwindel Folge 18
  - 2024: Kleine Wunder Folge 19
  - 2024: Die Kämpferin Folge 20
  - 2024: Schiffbruch Folge 21
  - 2024: Geheimnisse Folge 22
  - 2025: Volle Kraft voraus Folge 23
  - 2025: Verlobung mit Hindernissen Folge 24
  - 2025: Neun Leben Folge 25
  - 2025: Romeo & Julia Folge 26
- 2017: Schwarzbrot in Thailand
- 2017: Vollmond
- 2017: Lucky Loser – Ein Sommer in der Bredouille
- 2018: Wolfsland – Irrlichter
- 2018: Urlaub mit Mama
- 2019: SOKO Leipzig (Krimiserie, Folge Zur goldenen Jutta)
- 2019: WaPo Berlin (Krimiserie, Folge Heimathafen)
- 2021: Doktor Ballouz (Fernsehreihe)
- 2022: Fritzie – Der Himmel muss warten (Fernsehserie, Folge Risiken und Nebenwirkungen)
- 2022: Tatort: Spur des Blutes (Fernsehreihe)

## Theater
- 1980: Michail Schatrow: Blaue Pferde auf rotem Gras – Regie: Christoph Schroth (Berliner Ensemble)
- 1986: Carl Zuckmayer: Der Hauptmann von Köpenick (Kalle) – Regie: Christoph Brück (Berliner Ensemble)
- 1987: Marieluise Fleißer: Fegefeuer in Ingolstadt (Crusius) – Regie: Axel Richter (Berliner Ensemble)
- 1988: Bertolt Brecht: Die Mutter (Pawels Genosse) – Regie: Manfred Wekwerth/Joachim Tenschert (Berliner Ensemble)
- 1989: Heiner Müller: Germania Tod in Berlin (Junger Maurer) – Regie: Fritz Marquardt (Berliner Ensemble)
- 1991: William Shakespeare/Heiner Müller: Hamlet/Maschine (Laertes) – Regie: Heiner Müller (Deutsches Theater Berlin)
- 2006: Bertolt Brecht: Die Dreigroschenoper (Tiger Brown) – Regie: Klaus Maria Brandauer (Admiralspalast)
- 2016: Oliver Bukowski: Birkenbiegen – Regie: Samia Chancrin (Theater Senftenberg)
- 2017: Johann Wolfgang von Goethe: Faust (Faust) – Regie: Maurizi Farré (Monbijou Theater)
- 2018: William Shakespeare: Der Sturm (Prospero) – Regie: Andreas Morell (Meininger Staatstheater)

## Hörspiele
- 1987: Lothar Günther: Großer Bahnhof – Regie: Achim Scholz (Hörspielkomödie – Rundfunk der DDR)
- 1988: Homer: Die Irrfahrten des Odysseus (Flußgott) – Regie: Werner Buhss (Kinderhörspiel (6 Teile) – Rundfunk der DDR)
- 2001: Detlef Bluhm: Das Geheimnis des Hofnarren – Regie: Ulrike Brinkmann (Hörspiel – DeutschlandRadio Berlin)
- 2006: Tom Peukert: Der fünf Minuten Klassiker – Regie: Beate Rosch (Hörspiel (Teil 8) – RBB)
- 2011: Jenny Reinhardt: Lina, König Faunfaun und der Bart des Katers – Regie: Klaus-Michael Klingsporn (Kinderhörspiel – DKultur)
- 2013: Mario Göpfert: Wecke niemals einen Schrat (nach dem gleichnamigen Buch von Wieland Freund) – Regie: Klaus-Michael Klingsporn (Kinderhörspiel – DKultur)
- 2014: Thilo Reffert: Kurschatten (Ernst Braubach) – Regie: Götz Fritsch (Radio-Tatort – MDR)
- 2017: Maraike Wittbrodt: Emily will klettern – Regie: Beatrix Ackers (Kinderhörspiel – DKultur)